# Flensborg Danske Journalistforening
Flensborg Danske Journalistforening er en sammenslutning af journalister, redaktører og mediearbejdere i Slesvig-Holsten. Der er medlemmer med både dansk og tysk statsborgerskab, mens omgangssproget i foreningen dog primært er dansk.

## Historie
Foreningen blev grundlagt i 1949 af blandt andre Carl Hagens, senere chefredaktør for Südsleswigsche Heimatzeitung (SHZ). I begyndelsen havde foreningen i højere grad karakter af en fagforening, der blandt andet forhandlede løn med arbejdsgiverne i efterkrigstidens Tyskland, hvor det faglige system var ringe udviklet. Senere har foreningen dog fået mere social og journalistisk faglig karakter. Den står således som arrangør af regelmæssige studierejser til især tyske lokaliteter.
Flensborg Danske Journalistforening har siden 1998 haft Hans Christian Davidsen, Flensborg, som formand. Blandt de tidligere formænd er Lise Kristensen, Jens Høyer og Signe Hindsberger.

## FDJ-prisen
Foreningen uddeler hvert år FDJ-prisen til et medlem, der har gjort sig særlig fortjent til hæder. Prisen er en medalje fra den tidligere østtyske ungdomsorganisation Freie Deutsche Jugend (der spiller på forkortelsen FDJ). Foreningen er tilsluttet Sydslesvigsk Forening og står desuden som fordeler af William Renton Priors Mindelegat.